# 忠清南道 (日本統治時代)

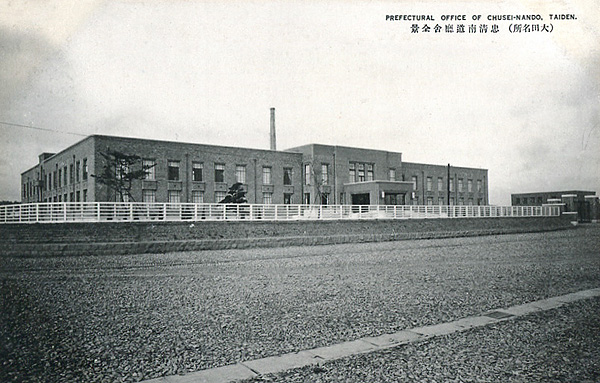
忠清南道道庁

忠清南道（ちゅうせいなんどう、チュンチョンナムド）は、日本統治時代の朝鮮の行政区画の一つ。現在の大韓民国の忠清南道、大田広域市及び世宗特別自治市の一部を合わせた地域にあたる。道庁所在地は大田。

## 概要
朝鮮南西部、忠清道地方の西側にあたる。西は黄海に面し、北に京畿道、東に忠清北道、南に全羅北道と接する。

## 人口
昭和11年現住戸口調査より
- 総人口　1,482,963人
  - 内訳
    - 内地人　26,314人
    - 朝鮮人　1,454,830人
    - その他　1,819人

## 行政区分
昭和20年（1945年）当時

### 府
- 大田府

### 郡
- 大徳郡
  - 山内面、東面、懐徳面、北面、九則面、炭洞面、儒城面、鎮岑面、杞城面、柳川面
- 燕岐郡
  - 鳥致院邑、東面、西面、南面、錦南面、全義面、全東面
- 公州郡
  - 公州邑、利仁面、灘川面、鶏龍面、反浦面、長岐面、儀堂面、正安面、牛城面、寺谷面、新豊面、維鳩面
- 論山郡
  - 論山邑、江景邑、城東面、光石面、魯城面、上月面、夫赤面、漣山面、豆磨面、伐谷面、陽村面、可也谷面、九子谷面、恩津面、彩雲面
- 扶余郡
  - 扶余面、窺岩面、恩山面、外山面、内山面、九龍面、鴻山面、玉山面、南面、忠化面、良化面、林川面、場岩面、世道面、石城面、草村面
- 舒川郡
  - 長項邑、舒川面、馬西面、華陽面、麒山面、韓山面、馬山面、時草面、文山面、東面、鍾川面、庇仁面、西面
- 保寧郡
  - 大川面、周浦面、鰲川面、川北面、青所面、青蘿面、藍浦面、熊川面、珠山面、嵋山面
- 青陽郡
  - 青陽面、雲谷面、大峙面、定山面、木面、青場面、赤谷面、斜陽面、化城面、飛鳳面
- 洪城郡
  - 洪城邑、広川邑、洪北面、金馬面、洪東面、長谷面、銀河面、結城面、西部面、高道面、亀項面
- 礼山郡
  - 礼山邑、大述面、新陽面、光時面、大興面、鷹峰面、挿橋面、徳山面、鳳山面、古徳面、新岩面、吾可面
- 瑞山郡
  - 瑞山邑、仁旨面、浮石面、八峰面、地谷面、大山面、聖淵面、音岩面、大湖芝面、貞美面、雲山面、海美面、高北面、安眠面、南面、泰安面、近興面、所遠面、遠北面、梨北面
- 唐津郡
  - 唐津面、高大面、石門面、沔川面、順城面、合徳面、牛江面、新平面、松嶽面、松山面
- 牙山郡
  - 温陽邑、松嶽面、排芳面、湯井面、塩峙面、陰峰面、屯浦面、霊仁面、仁州面、仙掌面、道高面、新昌面
- 天安郡
  - 天安邑、歓城面、豊歳面、広徳面、木川面、北面、城南面、修身面、並川面、東面、成歓面、稷山面、聖居面、笠場面

## 歴代忠清南道知事（道長官を含む）
1919年8月以前は「忠清南道長官」。
| 氏名                                | 在任期間                       | 備考                                                 |
| ----------------------------------- | ------------------------------ | ---------------------------------------------------- |
| 朴重陽（パク・ジュンヤン）          | 1910年10月1日 - 1915年3月31日  | 忠清南道長官                                         |
| 小原新三（おはら しんぞう）         | 1915年3月31日 - 1916年10月28日 |                                                      |
| 上林敬次郎（かんばやし けいじろう） | 1916年10月28日 - 1918年9月23日 |                                                      |
| 桑原八司（くわはら はちし）         | 1918年9月23日 - 1919年9月26日  | 1919年8月より忠清南道知事                            |
| 時実秋穂（ときざね あきほ）         | 1919年9月26日 - 1921年2月12日  |                                                      |
| 金寛鉉（キム・グァンヒョン）        | 1921年2月12日 - 1924年12月1日  |                                                      |
| 石鎮衡（ソク・ジンヒョン）          | 1924年12月1日 - 1926年8月14日  |                                                      |
| 兪星濬（ユ・ソンジュン）            | 1926年8月14日 - 1927年5月18日  |                                                      |
| 申錫麟（シン・ソクリン）            | 1927年5月18日 - 1929年11月28日 |                                                      |
| 劉鎮淳（ユ・ジンスン）              | 1929年11月28日 - 1931年9月23日 |                                                      |
| 岡崎哲郎（おかざき てつろう）       | 1931年9月23日 - 1935年4月1日   |                                                      |
| 李範益（イ・ボミク）                | 1935年4月1日 - 1937年2月20日   |                                                      |
| 鄭僑源（チョン・ギョウォン）        | 1937年2月20日 - 1939年5月17日  |                                                      |
| 李聖根（イ・ソングン）              | 1939年5月17日 - 1941年5月31日  |                                                      |
| 松村基弘（まつむら もとひろ）       | 1941年5月31日 - 1942年10月23日 | 李基枋（イ・ギバン）で改名                           |
| 山木文憲（やまき ふみのり）         | 1942年10月23日 - 1945年6月26日 | 宋文憲（ソン・ムンホン）で改名                       |
| 増永弘（ますなが ひろし）           | 1945年6月26日 -                | 朴在弘（パク・ジェホン）で改名、日本統治下最後の知事 |

## 法院（裁判所）
昭和16年（1941年）当時
- 大田地方法院
- 大田地方法院公州支庁
- 大田地方法院江景支庁
- 大田地方法院洪城支庁
- 大田地方法院瑞山支庁

## 刑務所
昭和16年（1941年）当時
- 大田刑務所
- 公州刑務所

## 警察
昭和2年（1927年）当時
- 忠清南道警察部
  - 大田警察署
  - 公州警察署
  - 鳥致院警察署
  - 江景警察署
  - 扶余警察署
  - 舒川警察署
  - 保寧警察署
  - 青陽警察署
  - 洪城警察署
  - 礼山警察署
  - 瑞山警察署
  - 唐津警察署
  - 温陽警察署
  - 天安警察署

### 憲兵警察制度下における憲兵部隊
大正4年（1915年）当時
- 公州憲兵隊
  - 大田憲兵分隊
  - 天安憲兵分隊
  - 礼山憲兵分隊
  - 扶余憲兵分隊

## 税務
昭和16年（1941年）当時

### 税務署
- 大田税務署
- 江景税務署

## 専売局
昭和16年（1941年）当時
- 全州地方専売局大田出張所

## 日本軍駐屯地
昭和11年（1936年）の平時編制　
- 歩兵第80連隊第3大隊（大田府）

## 鉄道
昭和20年（1945年）の路線

### 総督府鉄道
- 京釜線
- 湖南線

### 私鉄
- 朝鮮京南鉄道忠南線
- 朝鮮京南鉄道京畿線
- 朝鮮鉄道忠北線

## 道路
昭和2年（1927年）当時

### 一等道路
- 京城木浦線
- 天安大邱線

### 二等道路
- 公州忠州線
- 公州大田線
- 公州洪州線
- 天安忠州線
- 群山瑞山線

## 港湾
昭和6年（1931年）当時

### 地方港
- 仙掌港
- 安興港
- 鰲川港
- 炭浦港
- 大川港

## 鉱山
- 稷山金鉱

## 神社
- 扶余神宮
- 大田神社
- 江景神社
- 燕岐神社
- 公州神社
- 天安神社
- 成歓神社
- 舒川神社
- 瑞山神社

## 企業
道内に本社を有する資本金50万円以上の企業である（昭和15年・1940年当時）

### 農林水産業
- 南鮮興業
- 海外拓殖
- 朝永土地
- 忠南興業

### 鉱業
- 朝鮮中央鉱業
- 成歓鉱業
- 合井金山

### 製造業
- 忠南製糸
- 鳥致院酒造

### 運輸業
- 朝鮮京南鉄道
- 忠南自動車運輸

### 卸売小売業
- 朝鮮物産

### 金融業
- 朝鮮産業

## マスメディア

### ラジオ放送局
昭和20年（1945年）8月当時
- 朝鮮放送協会大田放送局（呼出符号：JBIK）
- 朝鮮放送協会瑞山補助放送所

### 日本語新聞
昭和16年（1941年）当時
- 中鮮日報（英語版）

## 出身有名人
この時代に生まれ育つか、または活躍した者を掲載
- 尹奉吉（独立運動家）
- 金鍾泌（韓国の政治家）
- 朴憲永（独立運動家）
- 韓龍雲（独立運動家）